# Precis octavia

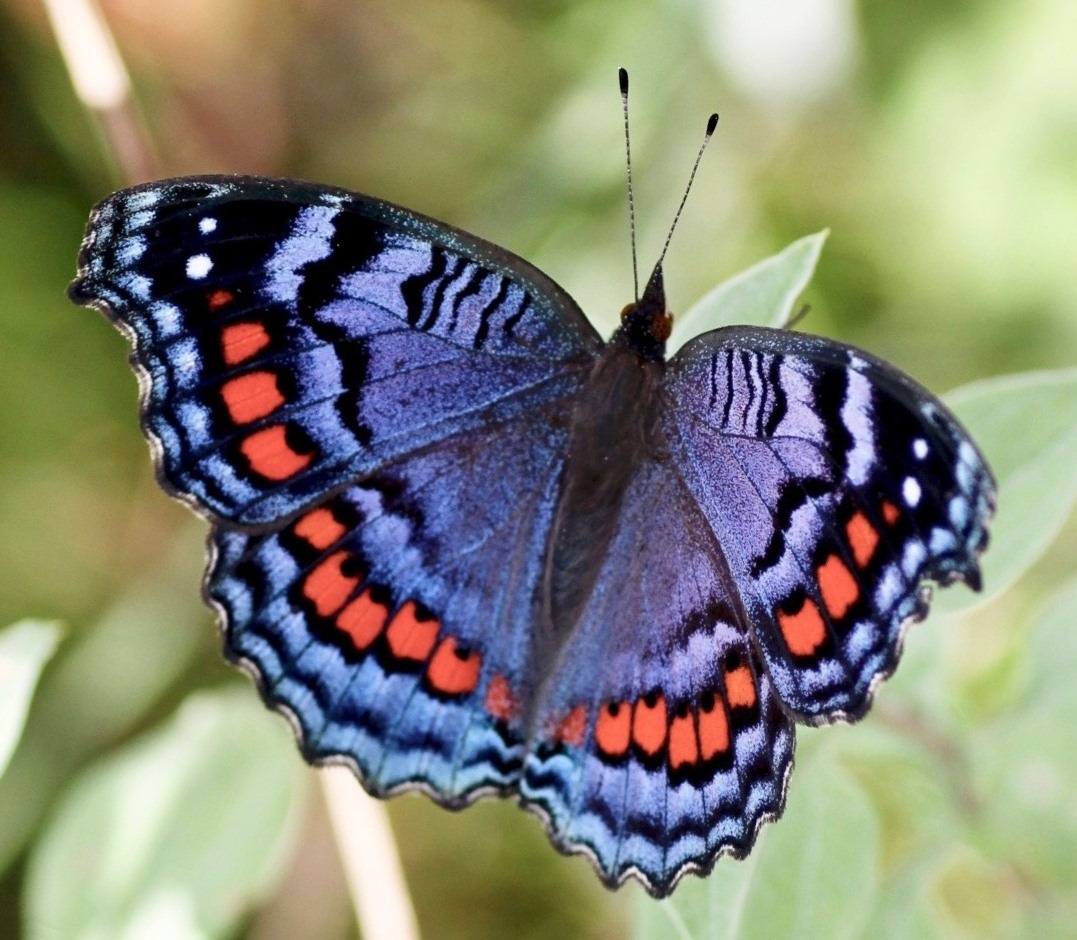
Zimní forma

Precis octavia je druh motýla z čeledi babočkovitých pocházející z Afriky.

## Popis
Precis octavia byl poprvé popsán Pieterem Cramerem v roce 1777. Létá ze západní Afriky přes Kamerun, Gabon, Středoafrickou republiku, Konžskou republiku, Demokratickou republiku Kongo, na sever do Súdánu, Etiopie, Somálska a Zimbabwe. Má formu vlhkého období, která je oranžová s narůžovělým nádechem a černými skvrnami na svrchní straně, a formu období sucha, která je svítivě modrá se sytě červeným pruhem na zadním křídle.
Jižní poddruh Precis octavia sesamus má také dvě sezónní formy: letní formu (natalensis), která je červená s černými skvrnami, a zimní formu (sesamus), která je modrá s červenými skvrnami na křídlech. Zimní forma je o něco větší než letní forma. V obou formách jsou samci a samice podobní, avšak samice jsou o něco větší.
Přechodné formy Precis octavia jsou v přírodě vzácné, ale lze je snadno produkovat v podmínkách vytvořených během chovu v zajetí a lze pozorovat mnoho směsí vzorů křídel obou forem.

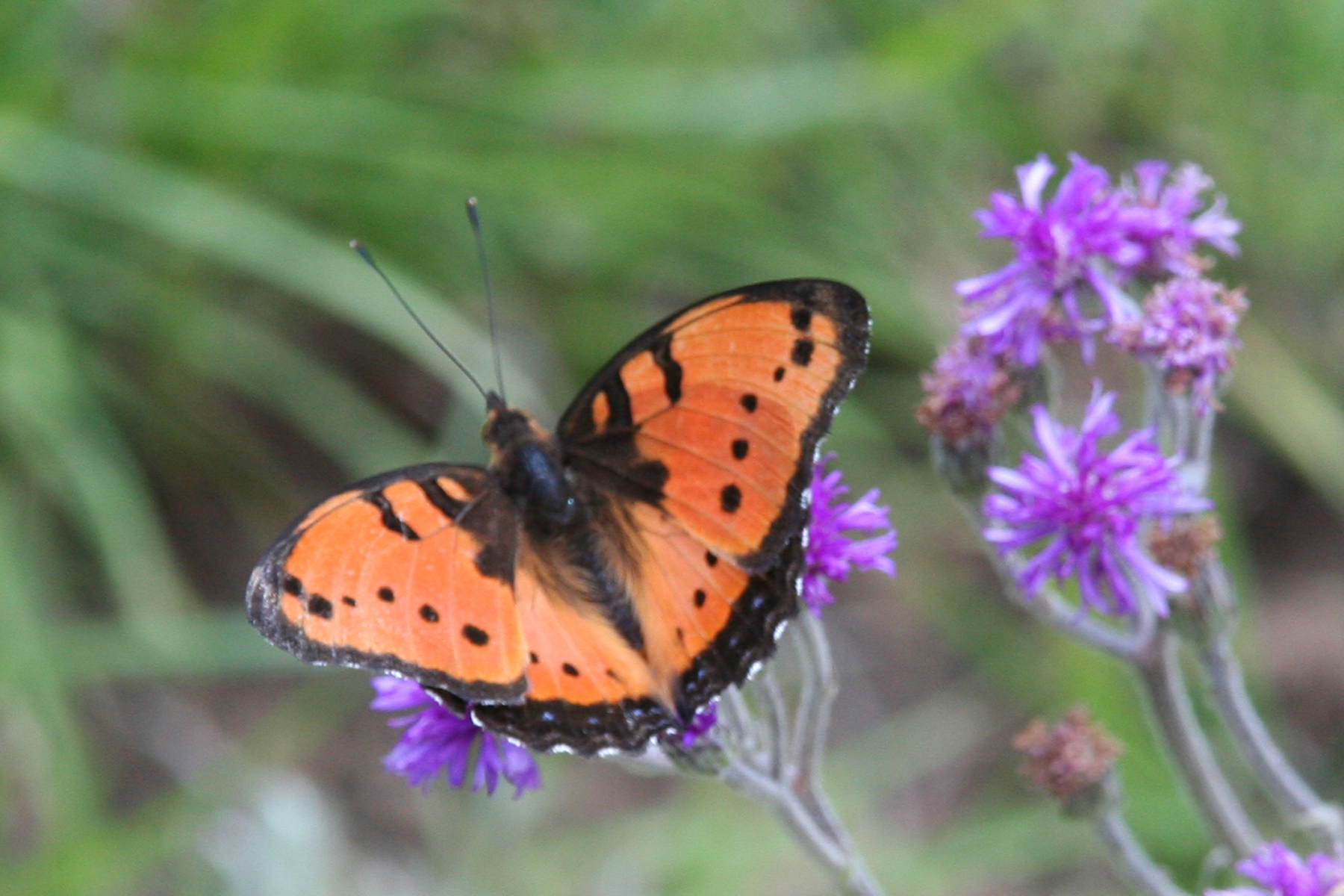
Letní forma

## Rozšíření
Severní poddruh (Precis octavia octavia) se vyskytuje ve východním Senegalu, Guineji, Burkině Fasu, Sierra Leone, Libérii, Ghaně, Togu, Beninu, Nigérii, Kamerunu, Gabonu, Kongu, na severu Konžské demokratické republiky, Středoafrické republice, Jižní Etiopii a Somálsku.

Mapa rozšíření Precis octavia octavia

Jižní poddruh (Precis octavia sesamus) se vyskytuje v pohraniční oblasti Východního a Západního Kapska v Jižní Africe a podél východní strany Jižní Afriky ve Svazijsku, Mosambiku, Tanzanii a Keni.

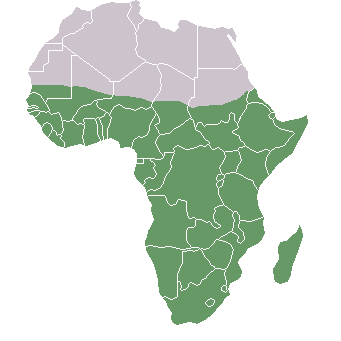
Mapa rozšíření Precis octavia sesamus

## Životní cyklus

### Vajíčka
Vajíčka jsou drobná a zaoblená, tvoří zelené kopule.

### Larva
Larvy jsou variabilní; oranžové nebo oranžové s černými pruhy nebo jsou téměř úplně celé černé. Larvy v posledním instaru zimní formy jsou černé, když jsou chovány při nižších teplotách a jasně oranžové, když jsou chovány při mírně vyšších letních teplotách.
Larvy se živí na rostlinách čeledi hluchavkovité včetně molice, Rabdosiella calycina, Pycnostachys a Solenostemon.

### Kukla
Kukly visí hlavou dolů a mají hrbolatý vzhled.
Udržováním kukly při různých teplotách mohou být produkovány dvě formy dospělých jedinců, zatímco udržování kukly při „hraničních“ teplotách produkuje přechodné formy.

### Dospělec
Dospělci se živí nektarem a mají celoroční období letu. Regionální načasování nástupu suchých a vlhkých období určuje doby letu příslušných vlhkých a suchých forem poddruhu Precis octavia octavia, který převládá v západní Africe přes střední až severovýchodní Afriku. Zimní forma se vyskytuje v období sucha u jižního poddruhu Precis octavia sesame, který létá od března do září. Letní forma se pak vyskytuje v období vlhka a létá od října do března.